# Minix

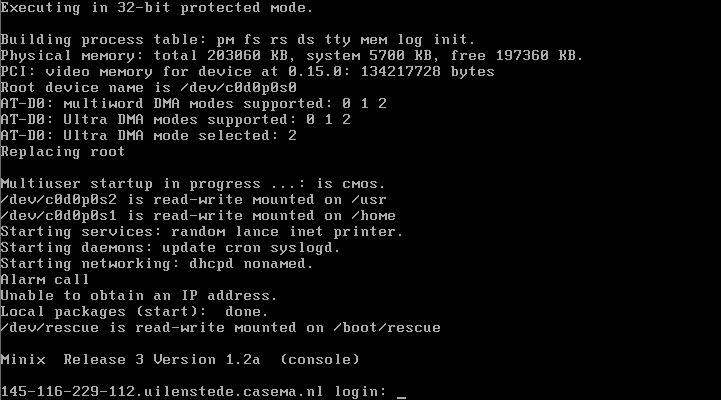
MINIX 3.1.2a.

Minix est un système d'exploitation, clone d'Unix, fondé sur un micro-noyau créé par le professeur Andrew Stuart Tanenbaum à des fins pédagogiques, volontairement réduit afin qu'il puisse être compris entièrement par ses étudiants en un semestre, et qui a servi de source d'inspiration à Linus Torvalds pour créer le noyau Linux.
À l'époque, Tanenbaum utilisait le Lion's Book avec Unix Time-Sharing System 6 comme support de cours. Cependant AT&T interdit l'utilisation des sources de ce dernier dans un cadre pédagogique. Tanenbaum créa donc Minix de façon à remplacer Unix Time-Sharing System 6. La première version sortit en 1987.

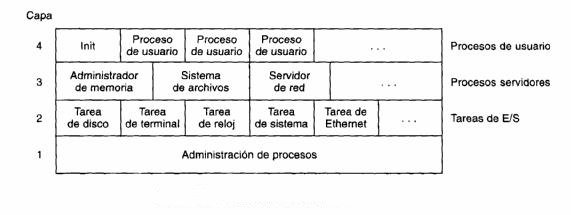
Estructura MINIX

Le code source de Minix est imprimé dans le célèbre ouvrage d'Andrew Tanenbaum Operating Systems: Design and Implementation. Depuis avril 2000, il est distribué sous licence BSD.
La branche 3 de Minix est officielle depuis le lundi 24 octobre 2005. Elle est toujours en développement bien qu'une version stable, Minix 3.3.0, soit disponible sur le site Minix 3.
Une partie des logiciels de la distribution est fournie selon les termes de la licence GNU GPL. MINIX 3 a été réécrit de zéro pour devenir utilisable sérieusement en tant que système destiné aux ordinateurs embarqués avec des ressources limitées, ou pour les applications nécessitant une haute fiabilité. Le système est partiellement conforme à la norme POSIX ce qui facilite le portage d'applications. EDE est disponible en option dans Minix 3.
Intel Management Engine (en) (Intel ME) utilise Minix comme système d'exploitation. Minix est donc certainement le système d'exploitation le plus présent sur les PC bureautiques même si l'utilisateur utilise lui Windows, macOS ou GNU/Linux,,.
La dernière version stable (3.30) a été publiée en 2014. La dernière version de test (3.4 RC) date de 2017, et en 2025, le développement est toujours à l'arrêt depuis 2018.

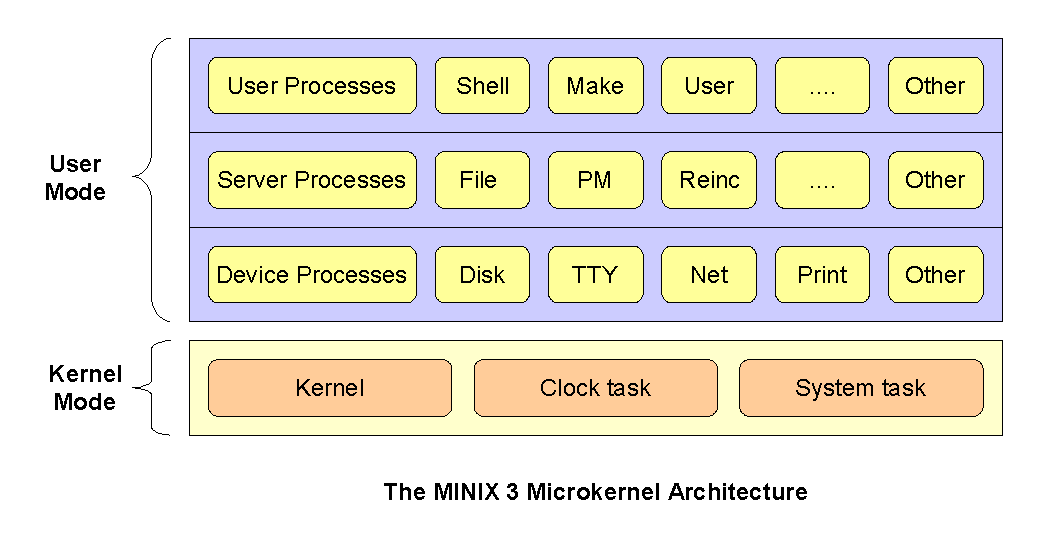
The MINIX 3 Microkernel Architecture
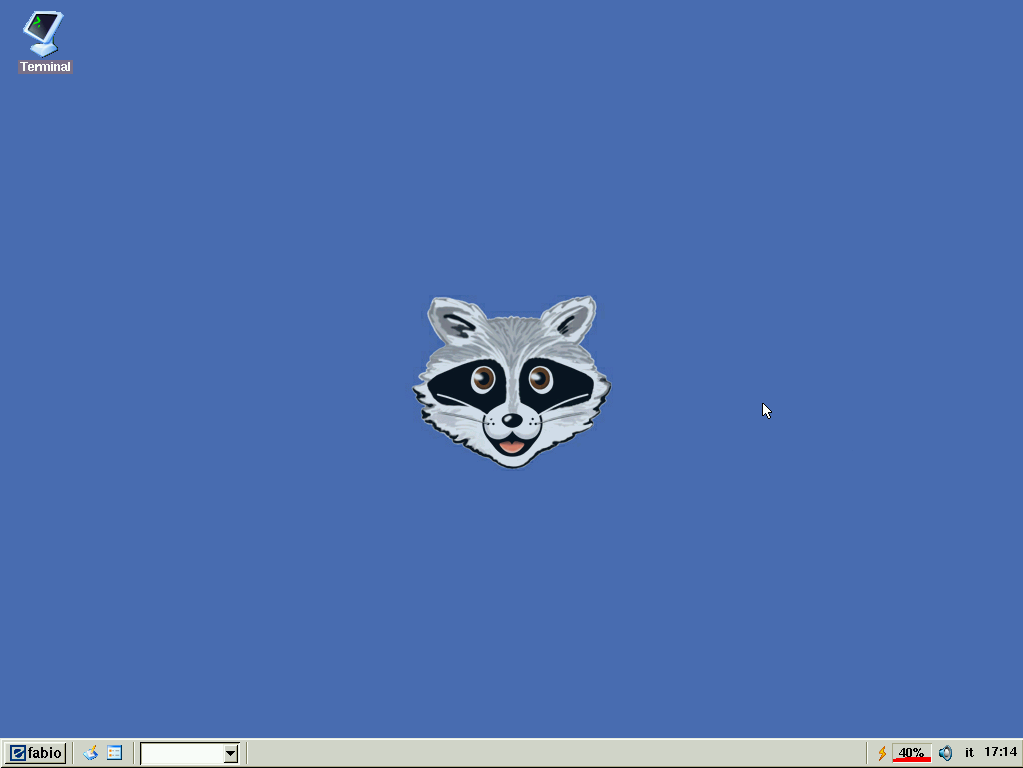
MINIX 3.1.7 running X11 with the EDE
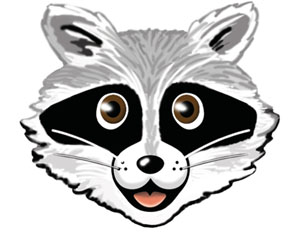
Rocky Raccoon mascot de MINIX 3

## Système de fichiers
MINIX fs est basé sur le système de fichiers UNIX dont les aspects complexes ont été retirés pour garder une structure simple et compréhensible. Il a de nombreuses limitations (partition de 64 Mo et noms de fichiers de 14 caractères au maximum, un seul horodatage, etc.).
L'accès au système de fichier de MINIX est possible depuis Linux et MS-DOS. Sur Linux, le support du système MINIX est fréquemment intégré si l'utilisation de disquettes est prévue, car à l'origine il était utilisé comme base pour Linux. Sur MS-DOS, il faut utiliser le paquetage appelé mintools (une amélioration du paquetage appelé MinDOS).